# محمد چنده عثمان
محمد چنده عثمان (انگلیسی: Mohamed Chande Othman؛ زاده ۱ ژانویه ۱۹۵۲ میلادی) وکیل، حقوقدان، و رئیس پیشین دادگستری تانزانیا بود. وی در دسامبر ۲۰۱۰ میلادی توسط رئیس‌جمهور جاکایا کی‌کوته به این سمت منصوب شد.